# Targeta de pagament
1. Logo del Banc
2. EMV chip
3. Holograma
4. Número de la targeta
5. Logo de la Marca
6. Expiració
7. Nom del titular

Un exemple de la part frontal d'una targeta de dèbit típica:

Les targetes de pagament formen part d'un sistema de pagament emès per institucions financeres, com ara un banc, a un client que permet al seu propietari (el titular de la targeta) accedir als fons als comptes bancaris designats del client o a través d'un compte de crèdit i fer pagaments per mitjans electrònics. transferir amb un terminal de pagament i accedir als caixers automàtics (ATM). Aquestes targetes es coneixen amb diversos noms, com ara targetes bancàries, targetes de caixer automàtic, targetes de crèdit, o targetes moneder.
Hi ha diversos tipus de targetes de pagament, les més habituals són les de crèdit, les targetes de dèbit, les targetes de crèdit i les targetes de prepagament. Amb més freqüència, una targeta de pagament s'enllaça electrònicament a un compte o comptes que pertanyen al titular de la targeta. Aquests comptes poden ser comptes de dipòsit o comptes de préstec o crèdit, i la targeta és un mitjà per autenticar el titular de la targeta. Tanmateix, les targetes de valor emmagatzemat emmagatzemen diners a la mateixa targeta i no necessàriament estan vinculades a un compte d'una entitat financera.
També pot ser una targeta intel·ligent que contingui un número de targeta únic i alguna informació de seguretat, com ara una data de caducitat o amb una banda magnètica a la part posterior que permeti a diverses màquines llegir i accedir a la informació. Depenent del banc emissor i de les preferències del client, això pot permetre que la targeta sigui utilitzada com a targeta de caixer automàtic, permetent transaccions als caixers automàtics; o com a targeta de dèbit, vinculada al compte bancari del client i que es pot utilitzar per fer compres al punt de venda ; o com a targeta de crèdit adjunta a una línia de crèdit rotativa subministrada pel banc. El 2017, hi havia 20.480 milions de targetes de pagament (principalment targetes de prepagament) al món.

## Història
Històricament, les targetes bancàries també han servit com a targeta de garantia de xecs, un sistema ara gairebé desaparegut per garantir els xecs en el punt de venda.
Les primeres targetes bancàries van ser targetes de caixer automàtic (ATM) emeses per Barclays a Londres el 1967, i pel Chemical Bank a Long Island, Nova York, el 1969. L'any 1972, Lloyds Bank va emetre la primera targeta bancària amb una banda magnètica que codificava informació, utilitzant un número d'identificació personal (PIN) per a la seguretat.
La targeta intel·ligent, que es va introduir a la dècada de 1970, es va adaptar per utilitzar-la com a targeta de pagament. Les targetes de pagament intel·ligents es van introduir al sector bancari l'any 1979, i van començar a utilitzar-se a mitjans dels anys vuitanta.

## Xarxes de targetes
En algunes xarxes bancàries, les dues funcions de les targetes ATM i les targetes de dèbit es combinen en una única targeta, simplement anomenada "targeta de dèbit" o també comunament "targeta bancària". Aquests són capaços de fer tasques bancàries als caixers automàtics i també de fer transaccions al punt de venda, amb ambdues funcions mitjançant un PIN.
La targeta VISA i la Mastercard d'Europa són exemples de xarxes que vinculen comptes bancaris amb equips de punt de venda.
Algunes xarxes de targetes de dèbit també van començar la seva vida com a xarxes de targetes de caixer automàtic abans d'evolucionar cap a xarxes de targetes de dèbit completes, exemple d'aquestes xarxes: la Xarxa de Transferències Electròniques del Banc de Desenvolupament de Singapur (DBS) (NETS) i el Bank Central Asia (BCA). Debit BCA ), ambdós van ser adoptats posteriorment per altres bancs (amb Prima Debit és la versió de la xarxa interbancària Prima de Debit BCA).

## Característiques tècniques
1. Banda magnètica
2. Signatura
3. CSC

Un exemple del revers d'una targeta de dèbit típica:

Les targetes de pagament solen ser targetes de plàstic, 85.60 × 53.98 mm (3.370 × 2.125 in) i cantonades arrodonides amb un radi de 2,88–3,48 mm, d'acord amb la norma ISO/IEC 7810#ID-1.
Normalment també tenen un número de targeta en relleu únic conforme a l'estàndard de numeració ISO/IEC 7812, el nom del titular i la data de caducitat de la targeta, a més d'altres funcions de seguretat.

### Normes
Una sèrie d'estàndards de l'Organització Internacional per a la Normalització, ISO/IEC 7810, ISO/IEC 7811, ISO/IEC 7812, ISO/IEC 7813, ISO 8583 i ISO/IEC 4909, defineixen les propietats físiques de les targetes de pagament, inclosa la mida i la flexibilitat., ubicació de la banda magnètica, característiques magnètiques i formats de dades. També proporcionen els estàndards per a targetes financeres, inclosa l'assignació d'intervals de números de targetes a diferents institucions emissores de targetes.

### Relleu

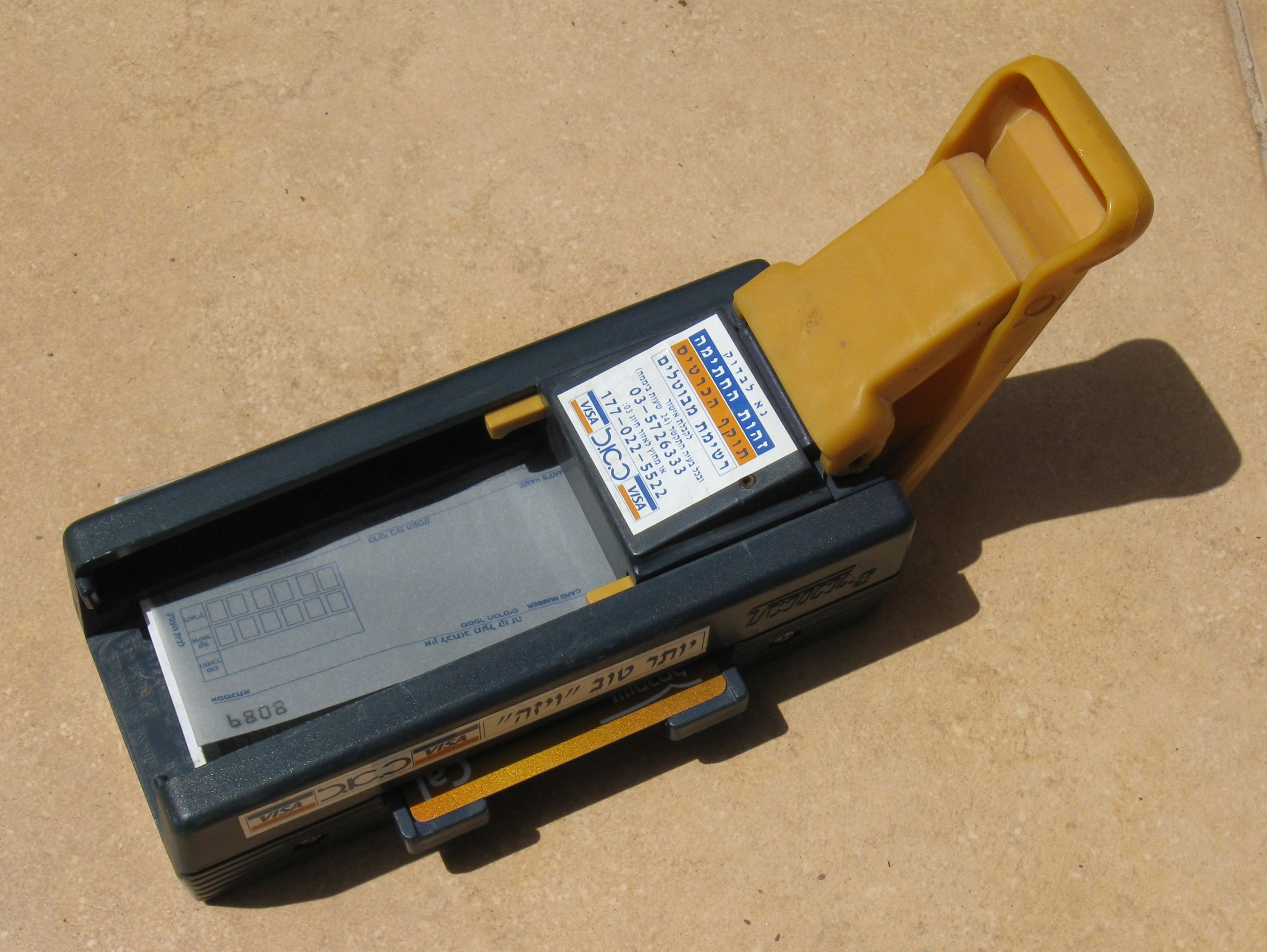
Impressora de targetes manual israeliana

Originalment, la identificació del compte de càrrec es basava en paper. El 1959, American Express va ser el primer operador de targetes de crèdit que va emetre targetes de plàstic en relleu que permetien imprimir les targetes manualment per al seu processament, fent el processament més ràpid i reduint els errors de transcripció. Altres emissors de targetes de crèdit van seguir el mateix. La informació generalment gravada en relleu és el número de la targeta bancària, la data de caducitat de la targeta i el nom del titular de la targeta. Tot i que el mètode d'impressió ha estat substituït principalment per la banda magnètica i després pel xip integrat, les targetes es van continuar gravant en relleu per si una transacció ha de ser processada manualment fins fa poc. Sota el processament manual, la verificació del titular de la targeta la feia el titular de la targeta signant el val de pagament, després del qual el comerciant comprovaria la signatura amb la signatura del titular de la targeta al revers de la targeta. Les targetes compleixen l'estàndard ISO/IEC 7810 ID-1, ISO/IEC 7811 sobre relleu i l'estàndard de numeració de targetes ISO/IEC 7812.

## Targeta magnètica

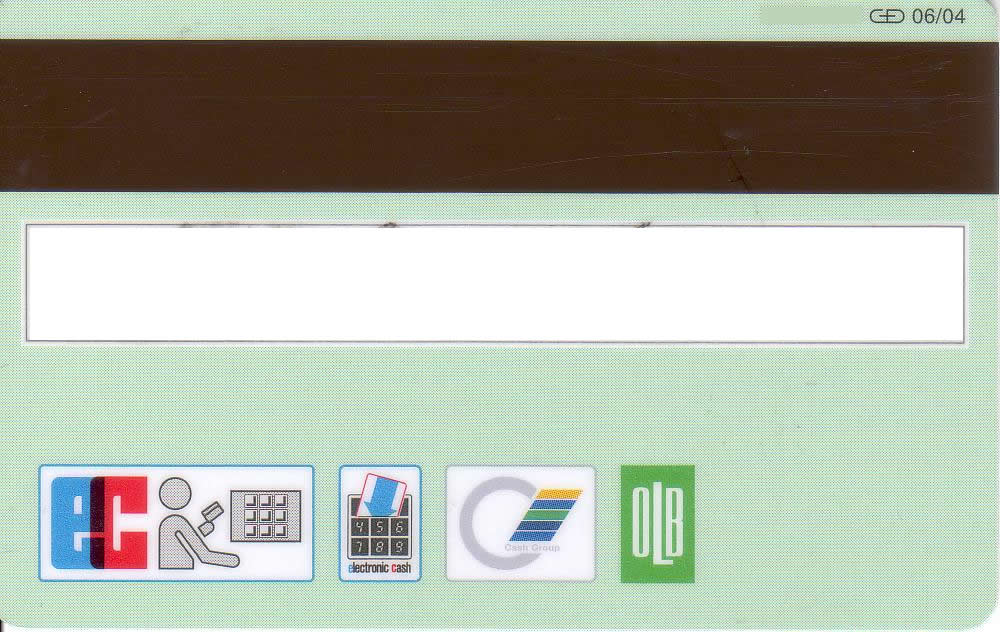
Targeta amb banda magnètica.

Les bandes magnètiques van començar a desplegar-se a les targetes de dèbit a la dècada de 1970 amb la introducció dels caixers automàtics. La banda magnètica emmagatzema dades de la targeta que es poden llegir per contacte físic i passant per davant d'un capçal de lectura. La banda magnètica conté tota la informació que apareix a la cara de la targeta, però permet un processament més ràpid al punt de venda que l'alternativa manual, així com posteriorment per part de l'empresa de processament de transaccions. Quan s'utilitzi la banda magnètica, el titular de la targeta haurà rebut un PIN, que s'utilitza per a la identificació del titular de la targeta al punt de venda, i ja no cal la signatura. La banda magnètica està en procés d'augmentar-se pel xip integrat.

## Targeta intel·ligent

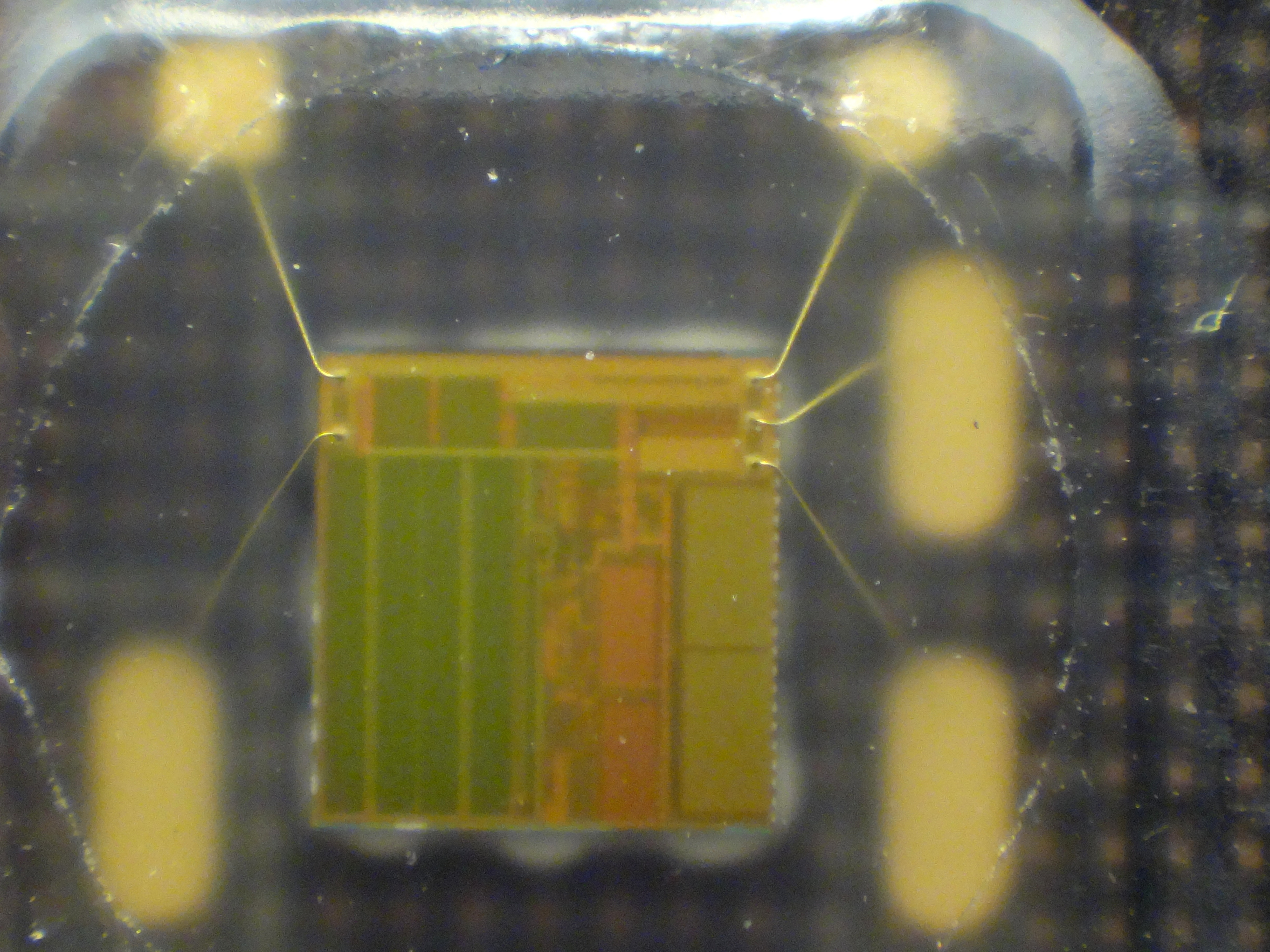
Xip de silici de 4 per 4 mm en una targeta SIM, que es va obrir. Tingueu en compte els cables d'unió d'or prims i les àrees de memòria digital rectangulars regulars.

Il·lustració de l'estructura i embalatge de la targeta intel·ligent

Una targeta intel·ligent, una targeta xip o una targeta de circuit integrat (ICC) és qualsevol targeta de butxaca amb circuits integrats integrats que pugui processar dades. Això implica que pot rebre entrada que es processa – mitjançant les aplicacions ICC – i lliurat com a sortida. Hi ha dues grans categories d'ICC. Les targetes de memòria només contenen components d'emmagatzematge de memòria no volàtil i potser alguna lògica de seguretat específica. Les targetes de microprocessador contenen memòria volàtil i components de microprocessador. La targeta està feta de plàstic, generalment PVC, però de vegades ABS. La targeta pot incrustar un holograma per evitar la falsificació. L'ús de targetes intel·ligents també és una forma d'autenticació de seguretat forta per a l'inici de sessió únic a grans empreses i organitzacions.
EMV és l'estàndard adoptat per tots els principals emissors de targetes intel·ligents de pagament.

## Targeta sense contacte
Les targetes intel·ligents sense contacte es comuniquen amb els lectors segons els protocols definits a l'estàndard ISO/IEC 14443. Admeten velocitats de dades de 106 a 848 kbit/s. Aquestes targetes només requereixen la proximitat a una antena per comunicar-se. Igual que les targetes intel·ligents amb contactes, les targetes sense contacte no tenen una font d'alimentació interna. En canvi, utilitzen una bobina d'antena de bucle per capturar part del senyal d'interrogació de radiofreqüència incident, rectificar -lo i utilitzar-lo per alimentar l'electrònica de la targeta. Els mitjans intel·ligents sense contacte es poden fabricar amb PVC, paper/targeta i acabat PET per complir diferents requisits de rendiment, cost i durabilitat.
La targeta de proximitat és un nom genèric per als dispositius de circuits integrats sense contacte utilitzats per a sistemes d'accés o pagament de seguretat. Pot referir-se al 125 més antic dispositius kHz o els nous 13,56 Targetes RFID sense contacte de MHz, més conegudes com a targetes intel·ligents sense contacte
Les targetes de proximitat modernes estan cobertes per l'estàndard ISO/IEC 14443 (targeta de proximitat). També hi ha una norma ISO/IEC 15693 (targeta de proximitat) relacionada.

## Targeta híbrida
Les targetes híbrides o de doble interfície implementen interfícies de contacte i sense contacte en un sol xip amb algun emmagatzematge i processament compartits. Un exemple és la targeta de transport multi-aplicació de la DGPT, anomenada Sirocco, que utilitzava un xip amb interfícies de contacte i sense contacte (ISO/IEC 14443 tipus B). Nombroses targetes de pagament a tot el món es basen en la tecnologia de targetes híbrides que els permet comunicar-se en modes de contacte i sense contacte.
Les targetes híbrides implementen interfícies de contacte i sense contacte en una única targeta amb xips no connectats, incloent mòduls d'emmagatzematge i processament dedicats. La transmissió APDU mitjançant una interfície sense contacte està definida a ISO/IEC 14443 -4.
Les targetes híbrides en el mode sense contacte s'alimenten per transferència d'energia ressonant i tenen un rang de 0 a 3 polzades en la majoria dels casos. Normalment, l'usuari podrà deixar la targeta dins d'una cartera o bossa. El preu de les targetes també és baix, la qual cosa permet utilitzar-les en aplicacions com ara targetes d'identificació, targetes clau, targetes de pagament i targetes de transport públic.

## Tipus
Les targetes de pagament tenen característiques en comú, així com característiques distintives. Els tipus de targetes de pagament es poden distingir en funció de les característiques de cada tipus de targeta:

### Targeta de crèdit
Als Estats Units i altres països, una targeta de crèdit està vinculada a una línia de crèdit (normalment anomenada límit de crèdit ) creada per l'emissor de la targeta de crèdit per al titular de la targeta de la qual el titular pot treure (és a dir, demanar préstec), ja sigui per pagar a un comerciant per a una compra o com a avançament en efectiu al titular de la targeta. La majoria de les targetes de crèdit les emeten bancs o cooperatives de crèdit locals o a través d'ells, però algunes institucions financeres no bancàries també ofereixen targetes directament al públic.
El titular de la targeta pot reemborsar la totalitat del saldo pendent o una quantitat inferior a la data de venciment del pagament. L'import pagat no pot ser inferior al "pagament mínim", ja sigui un import fix o un percentatge del saldo pendent. Es cobren interessos sobre la part del saldo no abonada en la data de venciment. El tipus d'interès i el mètode de càlcul del càrrec varien entre les targetes de crèdit, fins i tot per a diferents tipus de targetes emeses per la mateixa empresa. Moltes targetes de crèdit també es poden utilitzar per rebre avançaments d'efectiu a través dels caixers automàtics, que també atrauen interessos, que normalment es calculen a partir de la data de la retirada d'efectiu. Alguns comerciants cobren una tarifa per les compres amb targeta de crèdit, ja que l'emissor de la targeta els cobrarà una tarifa.
En altres països com França, la distinció entre targetes de dèbit i de crèdit es basa en quan es carrega el compte del client per la transacció. Una targeta de dèbit domicilia el compte del client a mesura que es fa la transacció, mentre que una targeta de crèdit l'encarrega a finals de mes automàticament.
El que s'anomena targeta de crèdit als Estats Units -és a dir, el client té una factura per pagar a final de mes- no existeix al sistema bancari francès. Tanmateix, les companyies de crèdit poden proporcionar aquestes targetes, però estan separades del sistema bancari habitual. En aquest cas, el consumidor decideix l'import màxim, impedint l'endeutament oblidant-se de pagar la factura de la targeta de crèdit.
Les puntuacions de crèdit o l'historial de crèdit no existeixen a França i, per tant, no existeix la necessitat de construir un historial de crèdit. La informació personal no es pot compartir entre els bancs, la qual cosa significa que no hi ha un sistema centralitzat per fer un seguiment de la solvència. L'únic sistema centralitzat a França és per a les persones que es declaren en fallida o aquelles que no han reemborsat el crèdit o han emès xecs sense fons suficients. Aquest sistema és gestionat per Banque de France.

### Targeta de dèbit

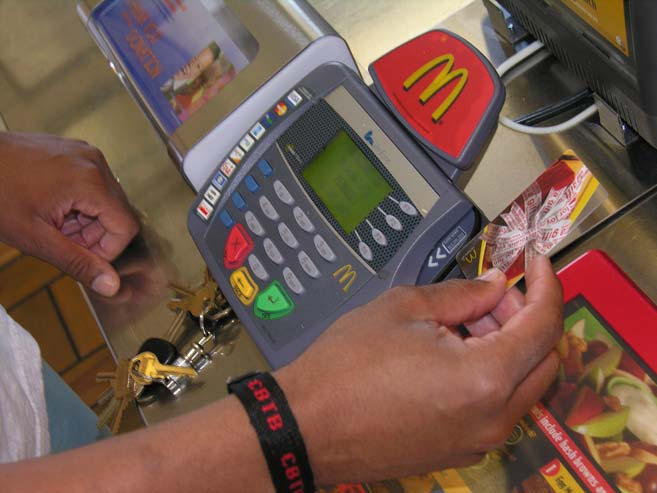
Compra amb targeta de dèbit

Amb una targeta de dèbit (també coneguda com a targeta bancària o targeta de xec ) quan un titular de la targeta fa una compra, els fons es retiren directament del compte bancari del titular de la targeta o del saldo restant de la targeta, en lloc de pagar el titular de la targeta. els diners en una data posterior. En alguns casos, les "targetes" estan dissenyades exclusivament per utilitzar-les a Internet i, per tant, no hi ha cap targeta física.
L'ús de targetes de dèbit s'ha generalitzat a molts països i ha superat l'ús dels xecs i, en alguns casos, les transaccions en efectiu, en volum. Igual que les targetes de crèdit, les targetes de dèbit s'utilitzen àmpliament per a compres per telèfon i per Internet.
Les targetes de dèbit també poden permetre la retirada instantània d'efectiu, actuant com a targeta de caixer automàtic i com a targeta de garantia de xecs. Els comerciants també poden oferir facilitats de "cashback"/"cashout" als clients, on un client pot retirar efectiu juntament amb la seva compra. Els comerciants no solen cobrar cap comissió per les compres amb targeta de dèbit.

### Targeta ATM
Una targeta ATM (coneguda amb diversos noms) és qualsevol targeta que es pot utilitzar en caixers automàtics (ATM) per a transaccions com ara dipòsits, retirades d'efectiu, obtenir informació del compte i altres tipus de transaccions, sovint a través de xarxes interbancaries. Les targetes es poden emetre únicament per accedir als caixers automàtics, i la majoria de les targetes de dèbit o de crèdit també es poden utilitzar als caixers automàtics, però la majoria de les targetes de càrrec i propietat no.
L'ús d'una targeta de crèdit per retirar diners en efectiu en un caixer automàtic es tracta d'una manera diferent a una transacció TPV, normalment atreu interessos des de la data de la retirada d'efectiu. L'ús d'una targeta de dèbit no sol atraure interessos. Els propietaris de caixers automàtics de tercers poden cobrar una tarifa per l'ús del seu caixer automàtic.
La majoria de les targetes de pagament, com les de dèbit i de crèdit, també poden funcionar com a targetes de caixer automàtic, tot i que també hi ha targetes només per caixer automàtic. La majoria de targetes de càrrega i propietat no es poden utilitzar com a targetes de caixer automàtic. L'ús d'una targeta de crèdit per retirar diners en efectiu en un caixer automàtic es tracta d'una manera diferent a una transacció TPV, normalment atreu interessos des de la data de la retirada d'efectiu. Les xarxes interbancaries permeten l'ús de targetes ATM en caixers automàtics d'operadors privats i entitats financeres diferents dels de l'entitat emissora de les targetes.
Tots els caixers automàtics, com a mínim, permetran la retirada d'efectiu dels clients del propietari de la màquina (si es tracta d'un màquina operada per un banc) i per a les targetes que estiguin afiliades a qualsevol xarxa de caixers automàtics, la màquina també està afiliada. Informaran al rebut de l'import de la retirada i de les taxes que cobra la màquina. La majoria dels bancs i cooperatives de crèdit permetran transaccions bancàries rutinàries relacionades amb el compte al caixer automàtic del banc, inclosos els dipòsits, la comprovació del saldo d'un compte i la transferència de diners entre comptes. Alguns poden oferir serveis addicionals, com ara la venda de segells postals.
Per a altres tipus de transaccions a través de la banca telefònica o en línia, això es pot realitzar amb una targeta ATM sense autenticació presencial. Això inclou consultes de saldo del compte, pagaments electrònics de factures o, en alguns casos, compres en línia (vegeu Interac Online ).
Les targetes ATM també es poden utilitzar en caixers automàtics improvisats, com ara "mini caixers automàtics", terminals de targetes de comerciants que ofereixen funcions de caixers automàtics sense cap calaix d'efectiu. Aquests terminals també es poden utilitzar com a caixers automàtics sense efectiu cobrant els rebuts que emeten al punt de venda del comerciant. El 2017, hi havia 20.480 milions de targetes de pagament en circulació a tot el món El 2018, les pèrdues per frau de targetes de pagament al món van ser de 27.850 milions de dòlars i 9.470 milions de dòlars als EUA

### Targeta de valor emmagatzemat
Amb una moneder o targeta de valor emmagatzemat, un valor monetari s'emmagatzema a la targeta, i no en un compte registrat externament. Això difereix de les targetes de prepagament on hi ha diners en dipòsit amb l'emissor de manera similar a una targeta de dèbit. Una diferència important entre les targetes de valor emmagatzemat i les targetes de dèbit prepagament és que les targetes de dèbit prepagament s'emeten normalment a nom de titulars de comptes individuals, mentre que les targetes de valor emmagatzemat solen ser anònimes.
El terme targeta de valor emmagatzemat significa que els fons i/o les dades s'emmagatzemen físicament a la targeta. Amb les targetes de prepagament, les dades es mantenen en ordinadors controlats per l'emissor de la targeta. Es pot accedir al valor emmagatzemat a la targeta mitjançant una banda magnètica incrustada a la targeta, on hi ha codificat el número de la targeta; utilitzant la identificació per radiofreqüència (RFID); o introduint un número de codi, imprès a la targeta, en un telèfon o un altre teclat numèric.

### Targeta de fidelització

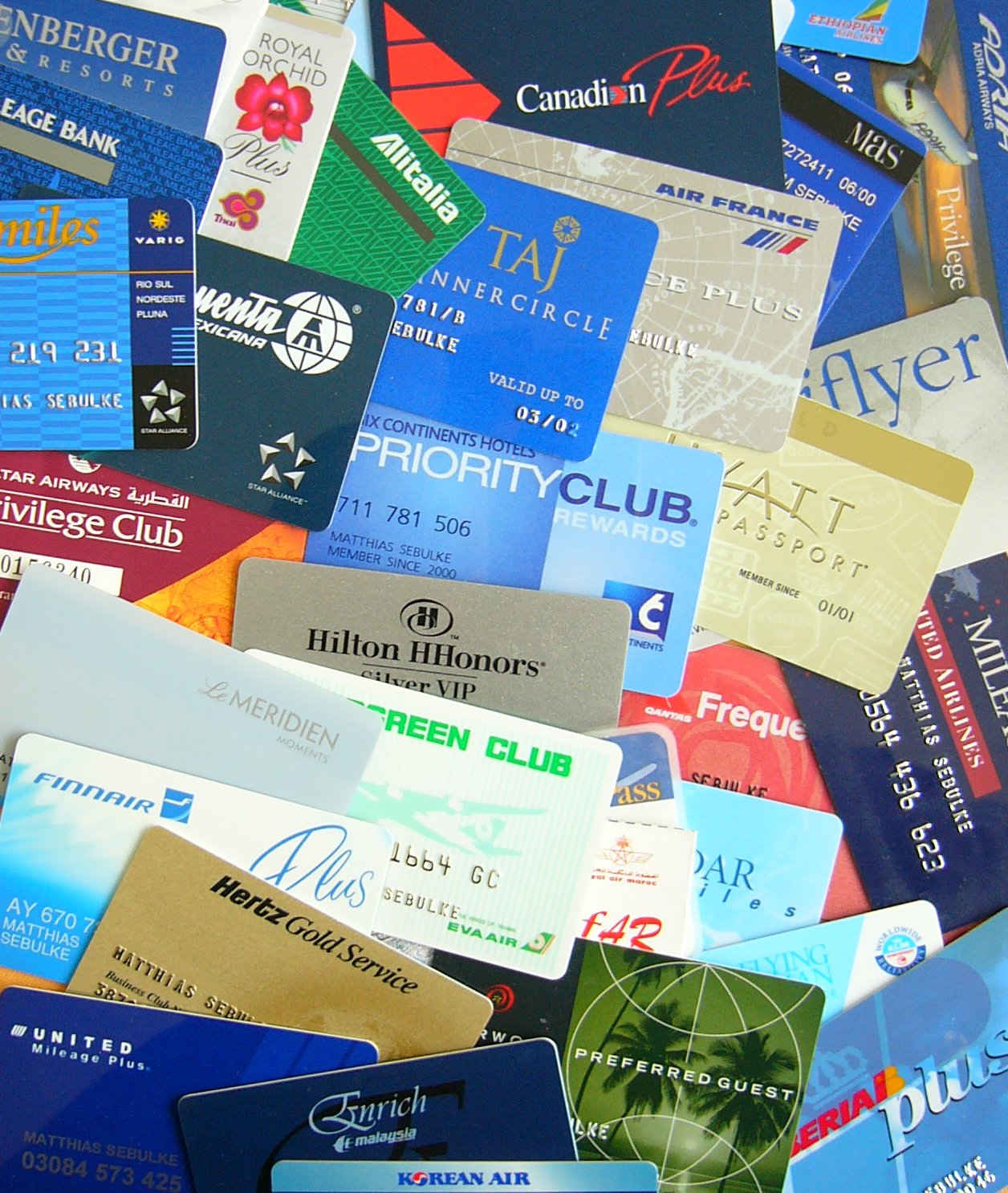
Targetes de client

Una targeta de fidelització o targeta de client, és una eina de màrqueting que s'utilitza per fidelitzar els clients. És el suport físic d'un programa que brinda bonificacions als titulars de la targeta en consumir els productes de l'empresa que l'ofereix. La seva finalitat és fidelitzar els clients amb més descomptes segons el consum dels usuaris.
És una targeta electrònica emesa per determinats fabricants, cadenes de distribució o empreses de serveis que la lliuren gratuïtament als clients. Aquest tipus de targetes permeten als usuaris l'acumulació de punts en funció dels consums realitzats als establiments de l'emissor.

### Targeta gasolina
Una targeta gasolina s'utilitza com a targeta de pagament, més habitualment per a la gasolina, el dièsel i altres combustibles a les benzineres. Les targetes de flota també es poden utilitzar per pagar el manteniment i les despeses del vehicle, a criteri del propietari o gestor de la flota. L'ús d'una targeta de flotes redueix la necessitat de portar efectiu, augmentant així la seguretat dels conductors de flotes. L'eliminació de l'efectiu també ajuda a evitar transaccions fraudulentes a càrrec del propietari o del gestor de la flota.
Les targetes gasolina ofereixen informes còmodes i complets, que permeten als propietaris/gestors de flotes rebre informes en temps real i establir controls de compra amb les seves targetes, ajudant-los a mantenir-los informats de totes les despeses relacionades amb el negoci. També poden reduir el treball administratiu o, d'una altra manera, ser essencials per organitzar la devolució de l'impost sobre els combustibles.

### Altres targetes
Entre altres tipus de targetes de pagament hi ha:
- Targeta regal
- Moneda digital
- Targeta de botiga
- Targeta Visa

## Mal ús
A causa de l'augment de còpies il·legals de targetes amb banda magnètica, el Consell Europeu de Pagaments va establir un grup de treball per a la prevenció del frau de targetes el 2003 que va generar el compromís de migrar tots els caixers automàtics i aplicacions de TPV per utilitzar una solució de xip i PIN fins a finals de 2010. La " SEPA for Cards" ha eliminat completament el requisit de banda magnètica de les antigues targetes de dèbit Maestro.